# Суперсвідок
«Суперсвідок» (італ. «La supertestimone») — італійська кінокомедія режисера Франко Джиральді з Монікою Вітті і Уго Тоньяцці у головних ролях, що вийшла 2 квітня 1971 року.

## Сюжет
Молода жінка виступає головним свідком звинувачення у справі про вбивство повії. Процес закінчено, вбивця засуджений довічно. Але до кінця процесу свідка закохується в обвинуваченого і навіть одружується з ним. Тепер її завдання звільнити коханого.

## У ролях
| Уго Тоньяцці      | ···· | Маріно Боттеккіа |
| Моніка Вітті      | ···· | Ізоліно Панто    |
| Ораціо Орландо    | ···· |                  |
| Вероніка Венделл  | ···· |                  |
| Енніо Антонеллі   | ···· |                  |
| Франко Бальдуччі  | ···· |                  |
| Рой Босьєр        | ···· |                  |
| Філіппо Де Гара   | ···· |                  |
| Джуліано Ісідоре  | ···· |                  |
| Неріна Монтаньяні | ···· |                  |

## Знімальна група
| Режисер    | ···· | Франко Джиральді                                 |
| Сценарій   | ···· | Тоніно Гуерра, Руджеро Маккарі, Луїза Монтаньяна |
| Продюсер   | ···· | Піо Анджелетті, Адріано Де Мікелі                |
| Оператор   | ···· | Карло Ді Пальма                                  |
| Композитор | ···· | Луїс Енрікес Бакалов                             |